# Старое Мерзлеево
Старое Мерзлеево — деревня в Брейтовском районе Ярославской области. Входит в состав Брейтовского сельского поселения.

## География
Находится в северо-западной части Ярославской области на расстоянии приблизительно 7 км на юг по прямой от административного центра района села Брейтово недалеко от левого берега реки Сить.

## История
В 1859 году здесь (деревня Мологского уезда Ярославской губернии) было учтено 20 дворов, в 1898 — 26.

## Население
Численность населения: 193 человека (1859 год), 10 (русские 100 %) в 2002 году, 4 в 2010.